# William Edward Boeing
William Edward Boeing (ur. 1 października 1881 w Detroit, zm. 28 września 1956 na jachcie w Puget Sound) – amerykański przemysłowiec, konstruktor lotniczy i pilot. Jeden z pionierów lotnictwa, założyciel Boeing Company i jego prezes w latach 1916–1934.
Urodził się w zamożnej rodzinie pochodzenia niemieckiego jako syn inżyniera górnictwa Wilhelma Böinga. Po rezygnacji, w 1903, ze studiów na Uniwersytecie Yale rozpoczął prowadzenie interesów w branży drzewnej, co przyniosło mu znaczny majątek. W 1909 przyjechał na targi przedsiębiorstw handlujących drewnem do Seattle. Tam po raz pierwszy zobaczył latające maszyny i postanowił założyć własne przedsiębiorstwo lotnicze.
W 1915 uzyskał licencję pilota, a 15 lipca 1916 wraz z George’em Westerveltem założył wytwórnię lotniczą B&W. Po rozstaniu się ze wspólnikiem, zmienił nazwę przedsiębiorstwa na Pacific Aero Products Company, zaś w 1917 na Boeing Airplane Company. Pierwszym większym sukcesem przedsiębiorstwa był wodnosamolot Model C, sprzedany marynarce w liczbie ponad 50 sztuk. W 1919 otworzył pierwszą międzynarodową linię poczty lotniczej między Seattle a Vancouver. W 1926 uruchomił linie lotnicze Boeing Air Transport (BAT), zajmujące się przewozem poczty, przesyłek i pasażerów między San Francisco a Chicago.
Boeing poszerzał zakres działalności kupując inne wytwórnie samolotów i części samolotowych, linie lotnicze, założył nawet szkołę pilotażu.
W okresie wielkiego kryzysu, na mocy ustawy antytrustowej z 1934, zakazującej jednoczesnego posiadania linii poczty lotniczej i wytwórni lotniczych, został zmuszony do podzielenia swojego przedsiębiorstwa. Zniechęcony, zrezygnował z bycia prezesem przedsiębiorstwa i zajął się hodowlą koni, także w tej dziedzinie osiągając znaczące rezultaty. W okresie II wojny światowej ochotniczo współpracował z Boeing Company jako konsultant. Od 1945 był dyrektorem banku w Seattle.
Jego zdrowie zaczęło się pogarszać w 1954 roku. 28 września 1956 roku, będąc na pokładzie swojego jachtu, Taconite, doznał śmiertelnego zawału serca, na trzy dni przed swoimi 75. urodzinami. Po jego śmierci rodzina zdecydowała się rozsypać jego prochy wzdłuż wybrzeża Kolumbii Brytyjskiej.